# قلعة سرغدار (كوهستان)
قلعة سرغدار (بالفارسية: قلعه سرگدار) هي قرية تقع في إيران في Kuhestan Rural District. يقدر عدد سكانها بـ 39 نسمة بحسب إحصاء 2016.